# 1,3-dioxaan
1,3-Dioxaan, of m-dioxaan is een chemische verbinding met de molecuulformule {\displaystyle {\ce {C4H8O2}}}. Het molecuul bestaat uit een hetrocyclische verzadigde 6-ring met twee zuurstof-atomen op de plaatsen 1 en 3. De overeenkomstige verbinding met een 5-ring wordt 1,3-dioxolaan genoemd.
Net als de 1,3-dioxolanen zijn de 1,3-dioxanen acetalen, zodat ze gebruikt kunnen worden als beschermende groep voor carbonylgroepen in de organische synthese. Ze worden gesymthetiseerd in de reactie van de carbonylverbinding (formaldehyde voor de ongesubstitueerde stamverbinding) en propaan-1,3-diol in aanwezigheid van een Brönsted- of een Lewis-zuur als katalysator.